# سبنسر هايز
سبنسر هايز (بالإنجليزية: Spencer Hays)‏ هو شخصية أعمال أمريكي، ولد في 14 يوليو 1936 في أدمور في الولايات المتحدة، وتوفي في 28 فبراير 2017 في نيويورك في الولايات المتحدة.